# Ruderale vaalhoed
De ruderale vaalhoed (Hebeloma vaccinum) is een schimmel uit het geslacht Hebeloma. Hij vormt ectomycorrhiza met loofbomen, zoals els (Alnus), hazelaar (Corylus), populier (Populus), eik (Quercus) en wilg (Salix) in loofbossen, struwelen, parken, vaak in iets gestoorde milieus, op droge tot vochtige, voedsel- en vaak ook kalkrijke klei, leem of zand.

## Determinatie
Hoed
De hoed heeft een diameter van 1,8–3 cm. De kleur is levendig okerroodachtig en vervolgens bruin, zwak verkleurend bij het drogen.
Lamellen
De lamellen zijn bleek okerbruin, daarna bruinachtig met berijpte, witte rand.
Steel
De steel heeft een lengte van (9) 19–50 (67) mm en een dikte van (2) 3–9 (13) mm. De kleur is eerst wit, daarna een beetje gekleurd, gestreept, fijn berijpt aan de top. Er is geen cortina aanwezig.
Geur
De geur is raphanoïde of kruidachtig en de smaak bitter.
Sporenprint
De sporenprint is bruin.

### Microscopische kenmerken
De sporen zijn amygdaloïde (amandelvormig), meestal bruin, soms geel-bruin, duidelijk wrattig, met duidelijke perispore, guttules en meten 11,5–14,5 × 6,6–8,0 μm met een Q-getal van 1,57 tot 2,00. De basidia zijn 4-sporig en meten 25–39 (42) × 6–10 (11) μm en een Q-getal van 3,0–4,6. De pleurocystidia komen meestal niet voor. De ceilocystidia hebben een lengte van (25) 30–83, gemiddeld 41–61 μm en een breedte bij de top van 5,9–8,8  μm.

## Verwarrende soorten
Ruderale vaalhoed is nauw verwant aan Hebeloma brunneifolium. Deze soort verschilt echter door tot 200 μm lange caulocystidia.

## Verspreiding
In Nederland komt de ruderale vaalhoed matig algemeen voor. Hij staat op de rode lijst in de categorie 'Bedreigd'.

## Taxonomie
Het werd in 1965 door de Franse mycoloog Henri Romagnesi als nieuw voor de wetenschap beschreven.